# РабЗемЛес
РабЗемЛес (укр. РобЗемЛіс) — известный в Украинской Республике в 1920-х гг. профсоюз Работников Земли и Леса (земельного и лесного хозяйства), который позиционировал себя защитником бедных и угнетенных. Среди организаторов и членов профсоюза было немало членов КСМ Украины, которые наравне с политической пропагандой занимались просветительской, организаторской и попечительской деятельностью. Из его рядов вышло немало общественных и политических деятелей Украинской Республики и Советского Союза.

## История
Профсоюз основан в 1920-х гг. Первый Всеукраинский Съезд профсоюзов прошел в 1924 году в Екатеринославе.